# Photonectes braueri
Photonectes braueri är en fiskart som först beskrevs av Zugmayer, 1913.  Photonectes braueri ingår i släktet Photonectes och familjen Stomiidae. Inga underarter finns listade i Catalogue of Life.